# (832) Карин
(832) Карин (лат. Karin) — небольшой астероид главного пояса, принадлежащий к светлому спектральному классу S. Он является крупнейшим представителем семейства Карины — самого молодого астероидного семейства, известного на сегодняшний день, которое образовалось всего 5,2 млн лет назад. Он был открыт 20 сентября 1916 года немецким астрономом Максом Вольфом в обсерватории Хайдельберг и назван в честь королевы Швеции Катарины Монсдоттер.

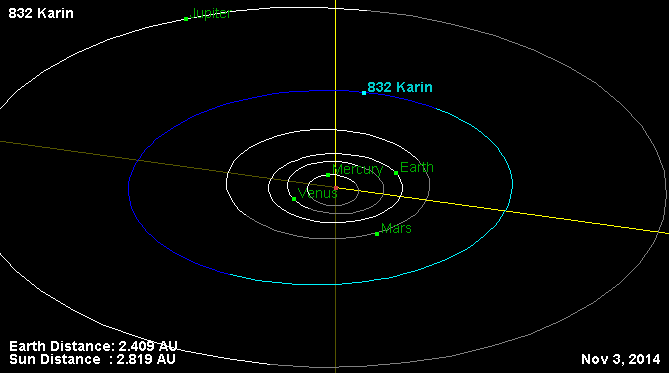
Орбита астероида Карин и его положение в Солнечной системе